# Église Saint-Luc de Chelsea
L'Église Saint-Luc (en anglais : St Luke's Church) est une église anglicane classée Grade I à Chelsea, à Londres. L'église, conçue par James Savage, a été achevée en 1824 et est de style néo-gothique.

## Galerie

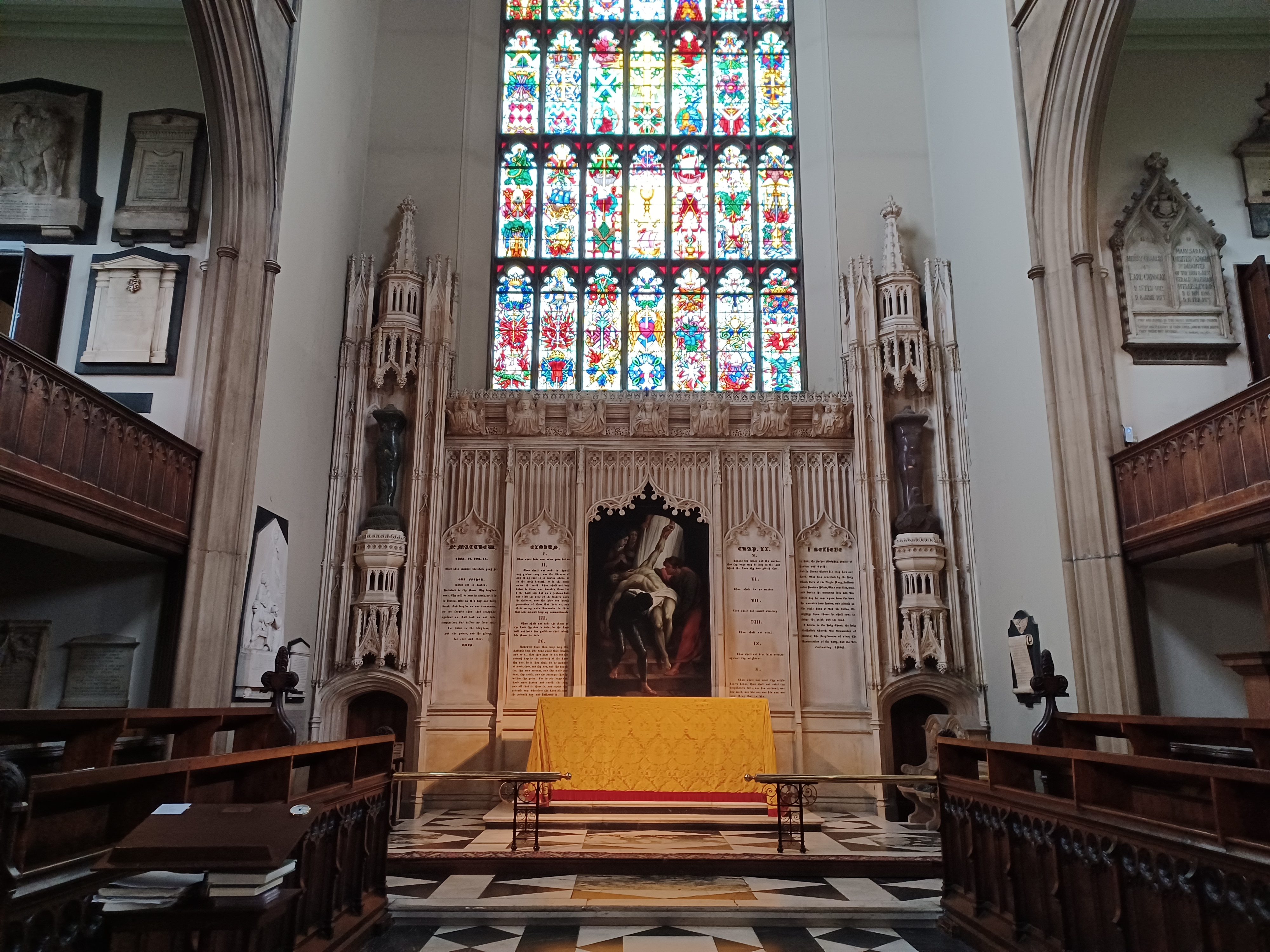
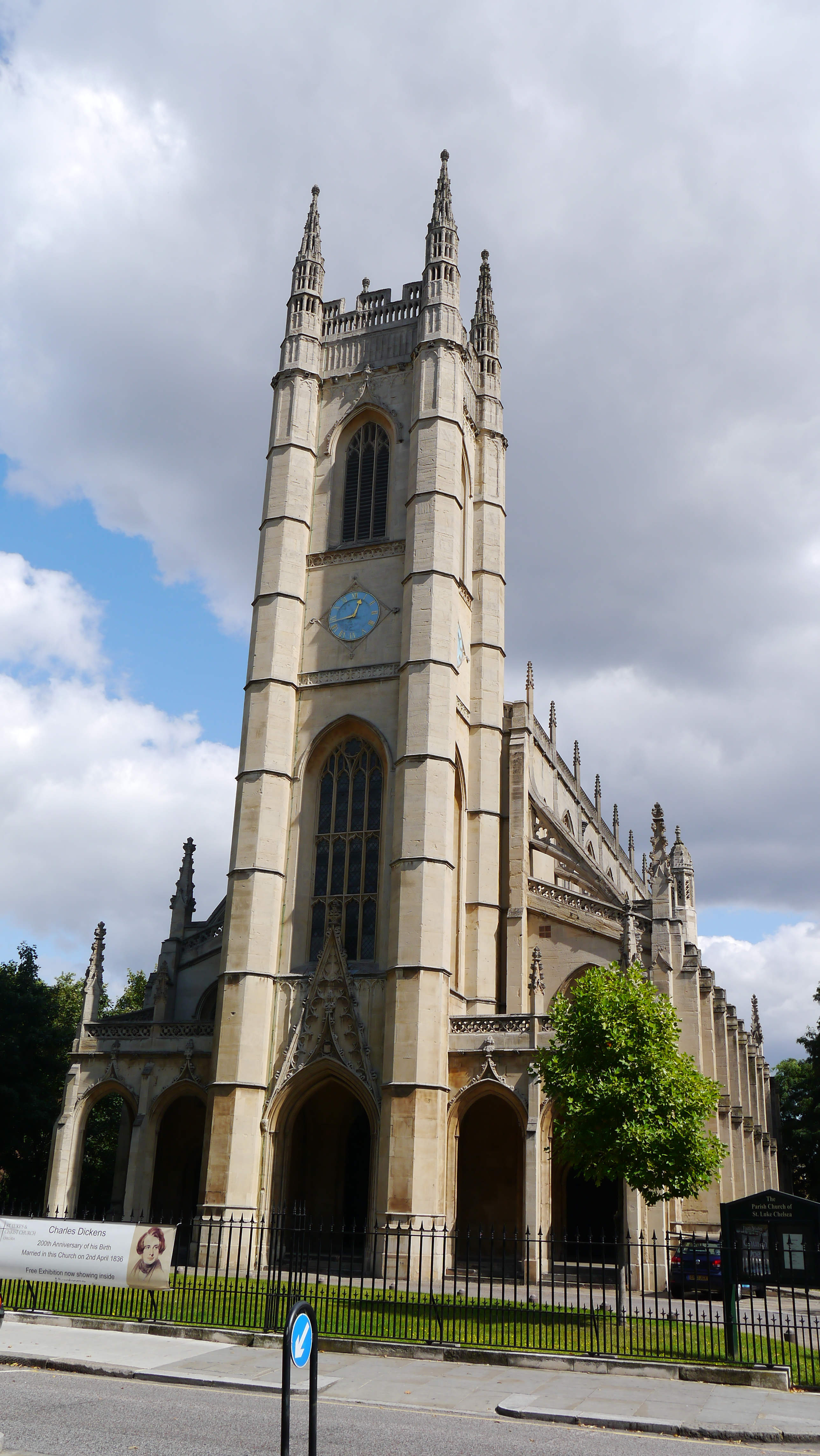
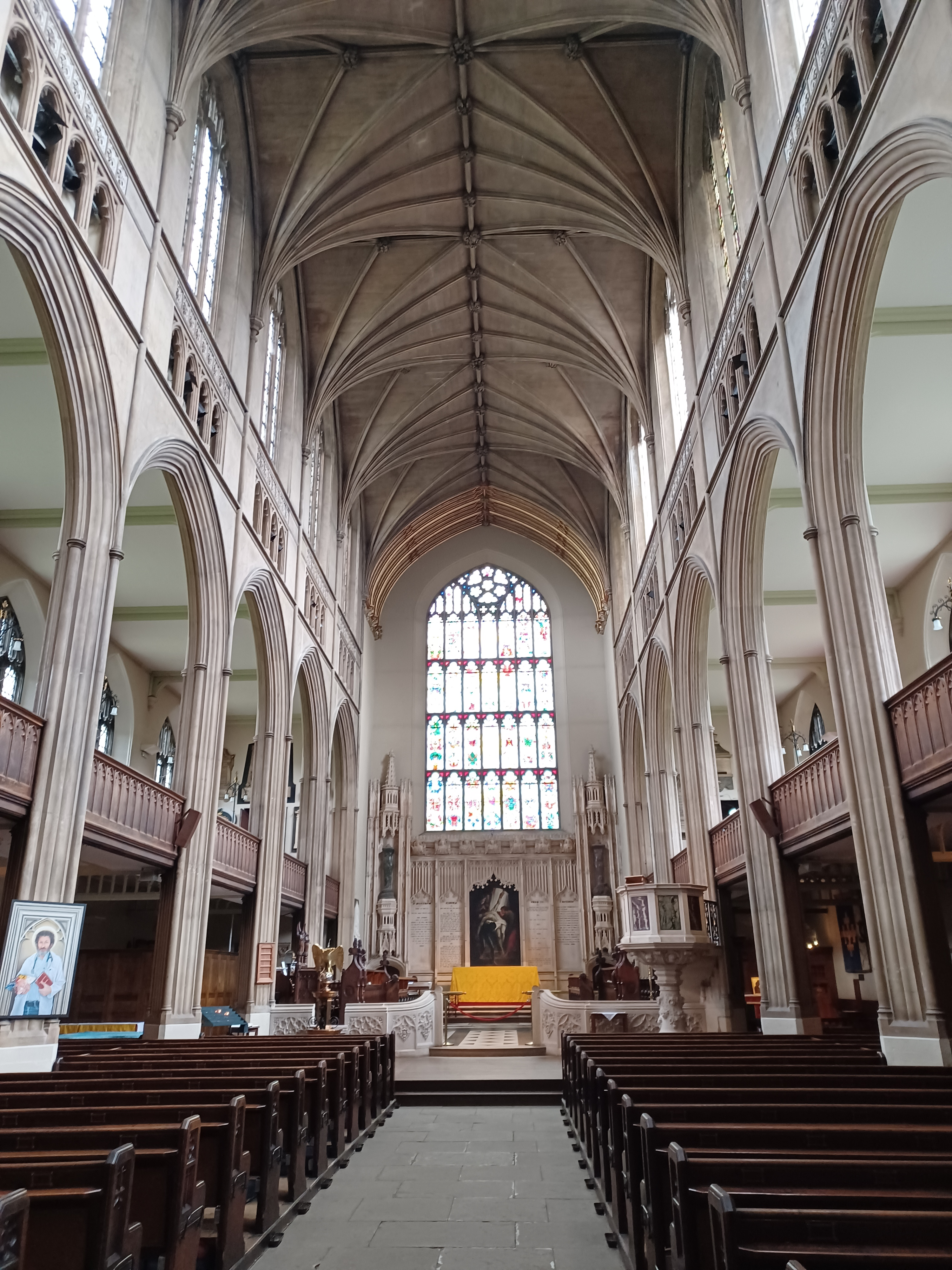

## Liens
- Site officiel
- Ressource relative à l'architecture :   - National Heritage List for England